# Niutao
Niutao est une île des Tuvalu, un État-archipel d'Océanie.
Niutao est située dans le Nord des Tuvalu, à l'est de Nanumea et de Nanumaga et au nord de Nui. Il s'agit d'un atoll, constituant une île avec une dépression centrale (lagon asséché). Les 663 habitants de l'île sont regroupés dans le village de Kulia situé à l'ouest. Une partie des habitants a émigré à Niulakita en 1949 pour la peupler.